# Ruddy Zang Milama

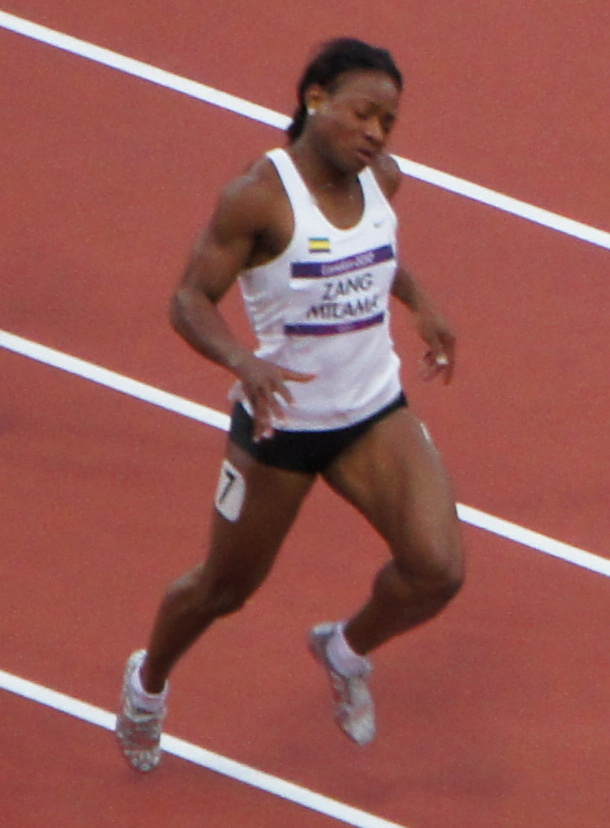
Ruddy Zang Milama bei den Olympischen Spielen 2012

Ruddy Zang Milama (Paulette Ruddy Zang Milama; * 6. Juni 1987 in Port-Gentil) ist eine gabunische Sprinterin.
Im 100-Meter-Lauf schied sie bei den Leichtathletik-Weltmeisterschaften 2007 in Osaka und 2009 in Berlin im Vorlauf aus und erreichte bei den Olympischen Spielen 2008 in Peking das Viertelfinale.
Beim 60-Meter-Lauf der Hallenweltmeisterschaften 2010 in Doha rückte sie durch die nachträgliche Disqualifikation von LaVerne Jones-Ferrette auf den Bronzerang vor. Im selben Jahr gewann sie bei den Afrikameisterschaften in Nairobi Silber über 100 und Bronze über 200 Meter.
Bei den Weltmeisterschaften 2011 und den Olympischen Spielen 2012 erreichte sie das Halbfinale. Bei den Afrikameisterschaften 2012 gewann sie die Goldmedaille.

## Persönliche Bestzeiten
Alle Zeiten, außer die Zeit über 100 Yards, sind gabunische Rekorde
- 60 m (Halle): 7,12 s, 3. Februar 2013, Moskau
- 100 yds: 10,30 s, 31. Mai 2011, Ostrava
- 100 m: 11,03 s, 19. Mai 2012, Port-of-Spain
- 200 m: 23,54 s, 31. Juli 2010, Nairobi
  - Halle: 24,46 s, 13. Februar 2011, Gent